# Aleksandrów Kujawski
Aleksandrów Kujawski ([alɛkˈsandruf kuˈjafskʲi] lyssna (fil); före 1879: Trojanów, mellan 1879 och 1919: Aleksandrów Pograniczny) är en stad i Kujavien-Pommerns vojvodskap i Polen. Staden hade 12 335 invånare (2016), på en yta av 7,23 km².